# いすゞ・ベレル
ベレル（BELLEL）は、いすゞ自動車が1962年（昭和37年）から1967年（昭和42年）まで製造していた乗用車である。

## 概要
イギリスのルーツ・グループとの技術提携で国産化したヒルマン・ミンクスの提携期限切れを前に、いすゞ初の自社開発乗用車として開発され、1961年（昭和36年）10月16日に発表、同年の全日本自動車ショウに参考出品された。型式はガソリン車がPA10、ディーゼル車がPAD10。
設計目標は、ヒルマンの長所を生かし独自設計を加味することに置かれ、タクシー業界への販売を有利にする6人乗りとすることが絶対条件とされた。その結果、自家用向け主体だったヒルマンより一回り大きいトヨペット・クラウンや日産・セドリック、プリンス・グロリアをライバルとする中型セダン、およびライトバンとなった。
また、日本初の量販ディーゼル乗用車であり、1963年（昭和38年）には日本機械学会賞を受賞している。
しかし、当時のいすゞはまだ乗用車メーカーとしてのノウハウが確立されておらず、トラックとは異なる技術力を要求される乗用車の開発、品質管理、販売に関して大きな問題を抱えていた。そのような事情があったにもかかわらず、無謀とも言える高級車の製造にいきなり参入したため、終始販売が低迷したまま1代限りで生産を終えた。

## 車名の由来
いすゞの社名の由来でもある五十鈴川。五十はローマ数字で「エル」、鈴の「ベル」にその「エル」を合成し、「ベレル」と命名したとされる。

## 歴史
ベレルはそのモデルライフにおいて前期型と後期型に大別されるが、デザインの基調が明確でなかったこと、初期トラブルが頻発したこと、そして後発メーカーゆえの販売力の弱さもあいまって、自家用車としては先発のトヨペット・クラウン、日産・セドリック、プリンス・グロリアのような人気は得られなかった。オーナードライバー需要（自家用車）の方面では、すでに旧式化していたヒルマン・ミンクスへの信頼が厚く根強く売れ続けたため、1964年（昭和39年）までベレルと並行して継続生産されたほどであった。
初期トラブルは設計上の不備もさることながら、ベレル発表と同時に操業を開始したいすゞ藤沢工場の生産立ち上げ失敗も原因であった。不慣れな試験工が新しい生産設備を扱ったために組立部品の精度が低く、生産立ち上げの1962年（昭和37年）1月にはついに1台も完成しなかった。そのため急遽ボディパネルの一部を外注化したものの、雨漏り、Aピラーへの亀裂、最終段階でラッカーからエナメル塗料に変更した塗装の発泡、スピードメーターやダッシュボードクラッシュパッドの不具合、エンジンマウントの不良などが矢継ぎ早に発生し、発表から半年を経た1962年（昭和37年）4月の発売も全国一斉ではなく、東京・名古屋・大阪の三大都市圏に限らざるを得なくなった。こうした初期トラブルが解決したのは1963年（昭和38年）1月のことで、同年5月には月産1,500台を達成した。
自家用需要が伸びない一方でディーゼルエンジン車の経済性が注目されたため、ベレルの販売はタクシー、教習車などの業務用（営業車）に急速に集中されることとなった。1963 - 1964年頃にはベレルのタクシー需要に占めるシェアは20 - 30 %に達し、販売台数のほとんどをディーゼル車が占めていた。
もっとも、トラック用ディーゼルエンジンの転用という出自から、エンジンの振動や騒音の激しさは乗用車として到底無視できない水準で、現場のタクシー運転手たちからは「乗務したくない」「按摩みたいだ」と悪評を買い、タクシー会社ではやむなく「ベレル乗務手当」を出した例すらあったという。
折しもこの頃、タクシー業界ではLPG自動車が急速に普及し、ガソリンエンジン車との性能差が小さく振動および騒音も同程度で済むLPG仕様のクラウンやセドリックが出回るようになると、ディーゼル仕様のベレルは加速や乗り心地の悪さが際立ってしまい、タクシー用としての需要も1965年（昭和40年）以降は激減した。その後のいすゞ車は5ナンバーフルサイズ車のラインナップを失ったこともあって、タクシー需要の面でも販路を狭めることになってしまった。

### 前期型

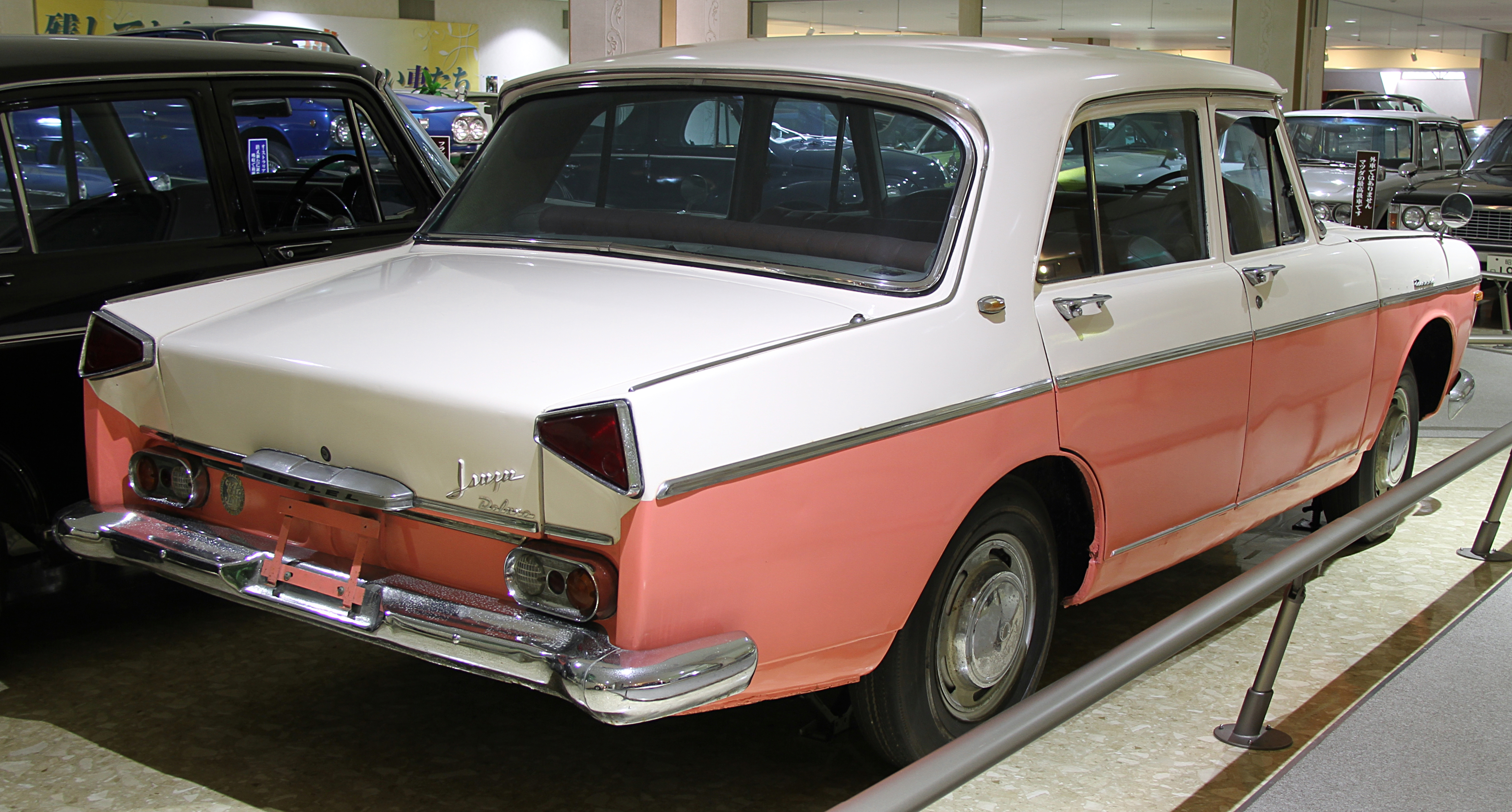
前期型（1964） リア

前期型のベレルは直線基調のサイドラインを持ち、1950年代にカロッツェリア・ピニンファリーナがスタイリングした大型 - 中型高級セダンの影響も感じられる、欧州車調のデザインをまとっていた。一方、テールランプは三角形で、これは極めて個性的だった。しかし全体的には、フロントのドアとサイドウインドウがリアのそれと比較して極端に小さいなど、バランスが悪く鈍重な印象であった（右画像を参照）。
1962年（昭和37年）後半にライバルのクラウンとグロリアが当時の最新型アメリカ車の影響を強く受けた4灯式ヘッドライトとフラットデッキスタイルで低さを強調したデザインの新型を登場させると、ベレルのスタイルは一気に旧世代のイメージとなった。
1962年（昭和37年）11月にはツインキャブレターエンジンを搭載した最上級の「スペシャルデラックス」を追加。翌1963年（昭和38年）4月にはスペシャルデラックスのディーゼルエンジン版も追加され、同年6月にはライトバン型の「エキスプレス」が追加された。
その後は不評のスタイリングを何とかライバルに見劣りしないように見せようと、1963年（昭和38年）10月と1964年（昭和39年）10月の2度にわたりフェイスリフトが行われ、フロントに「Isuzu」のバッジを追加し、リアはターンシグナルランプをアンバー色の丸形レンズとして独立させ、元々低い位置にあった同形状のバックアップランプとひとまとめに並べた。さらにガーニッシュを追加するなどの化粧直しが行われた（同画像はフェイスリフト後のもの）。

### 後期型
1965年（昭和40年）10月に大規模なマイナーチェンジを受け、ベレルの個性であった三角形のテールランプを廃止し、一般的な横長のものに変更された。フロントマスクも縦型デュアルヘッドライトに変更となる。また、ギアボックスは3速フルシンクロに変更となった。
いすゞは宣伝キャッチコピーにおいて「さらに気高く、さらに豪華に」との意気込みを示したが、スタイルが没個性的になった上、クラウン、グロリア、そしてこの年フルモデルチェンジを果たしたセドリックなどが競って導入していたSOHCの直列6気筒エンジンも、オートマチックトランスミッション（AT）も、パワーウィンドウすらも用意されないベレルは、前述のキャッチフレーズとはかけ離れ旧態依然としたままであり、販売増加にはつながらなかった。
販売不振が続いたベレルは、末期には在庫処分目的で（この当時の物価水準でも）到底2,000 cc級の新車とは思われない「3台で100万円の捨て値で売られていた」という噂が伝えられたほどであった。1965年（昭和40年）に東京芝浦電気（東芝）の経営再建のため同社社長に就任した土光敏夫は、この「叩き売りのベレル」を自ら社用車として使うことで、社内での費用節減の垂範としたという。「叩き売られる程度の車」である事実が世間一般に知られていたことを示す逸話と言える。
1967年（昭和42年）5月に生産・販売を終了した。ライトバンの「エキスプレス」を含むベレルの総生産台数は3万7206台であった。後継車種はフローリアン。

## 機構
駆動方式は後輪駆動。エンジンは直列4気筒OHV・1,500 cc・72馬力と2,000 cc・85馬力のガソリンエンジンおよび、エルフのエンジンを用いた直列4気筒2,000 cc 55馬力のディーゼルエンジン。1962年（昭和37年）11月発表の2,000 ccガソリンエンジン車であるスペシャルデラックスでは、国産乗用車としては初のツインキャブエンジン（95馬力）を搭載した。中でもディーゼルエンジンは量産乗用車としては「日本初」の事例で、昭和37年度「日本機械学会賞」を受賞している。
サスペンションはヒルマン・ミンクスを踏襲し、前輪ダブルウィッシュボーン、後輪半楕円リーフ式の固定車軸であるが、前輪サスペンションは、ウィッシュボーンをクロスメンバーに取り付ける方式であったため、タクシーのような過酷な使用条件下では変形・亀裂が多発したという。ステアリングはボール循環式で、変速機は1速のみシンクロメッシュ機構をもたない3速MTであった。

## モータースポーツ
1963年（昭和38年）開催の第1回日本グランプリで、ベレルはアメリカ人ドライバーによる豪快なドリフト走法で大健闘し、予想外の上位入賞を果たした。優勝こそクラウンに譲ったが、在日米軍中佐のD・スウィッシャーが2位、後にF1チーム・シャドウのオーナーとなるドン・ニコルズが4位に入賞し、セドリックやグロリアを大きく上回る好成績であった。また、同年のマカオグランプリではスウィッシャーが、2台のロータス・コーティナ、ボルボ・122、ジャガー・3.4に次ぐ5位、Gクラスではボルボに次ぐクラス2位に入る健闘を示した。その後も1960年代に日本でも流行したストックカーレースに参戦している。